# Witania
Witania (Withania Pauquy) – rodzaj roślin z rodziny psiankowatych (Solanaceae). Obejmuje 19 gatunków. Występują one w południowej Europie, południowej i wschodniej Azji oraz w niemal całej Afryce (bez Madagaskaru i niektórych krajów na zachodzie kontynentu). 
Witania ospała W. somnifera stanowi surowiec (zwany ashwagandha) do wyrobu leku roślinnego pierwotnie w hinduskiej medycynie ludowej (ajurwedzie). Lek tradycyjnie stosowany jest głównie jako uspokajający, nasenny, redukujący stres. Liście i mazidła z ziela stosowane są do leczenia ran, chorób skóry i reumatoidalnych. Owoce tego gatunku znaleziono w wieńcu kwiatowym złożonym w najbardziej wewnętrznej skrzyni grobowej w grobowcu Tutanchamona. Owoce Withania coagulans wykorzystywane są do koagulacji mleka podczas wyrobu sera. 

## Morfologia
PokrójKrzewy i byliny (geofity) o pędach pokrytych rozgałęzionymi włoskami. Pędy wzniesione, zwykle mocno rozgałęzione.
LiścieSkrętoległe i naprzeciwległe, przy czym często występuje anizofilia – zróżnicowanie wielkości liści wyrastających w parach. Liście są ogonkowe, pojedyncze, całobrzegie.
KwiatyObupłciowe lub funkcjonalnie jednopłciowe. Wyrastają na krótkich szypułkach, zwykle zwisając, pojedynczo lub w grupach po 2–6 w kątach liści. Działki kielicha w liczbie 5 zrośnięte w rurkę dzwonkowatego kształtu, z działkami równej długości lub silnie asymetrycznymi, z ząbkami na końcach działek. Dzwonkowata korona z płatkami rozdzielonymi do ok. połowy. Pręcików jest 5, równej długości, nie wystających z rurki korony, z nitkami wyrastającymi blisko nasady korony, lekko spłaszczonymi w dole. Dysk miodnikowy w postaci pierścienia otaczającego u nasady zalążnię. Ta jest dwukomorowa, z licznymi zalążkami. Szyjka słupka pojedyncza, cienka. W kwiatach funkcjonalnie męskich zalążnia jest zredukowana i pozbawiona szyjki i znamienia, w kwiatach żeńskich zredukowane jest pręcikowie.
OwoceKulistawe i gładkie jagody ciasno lub luźno otoczone trwałym kielichem. Zawierają one liczne (do 150) nasiona, kształtu nerkowatego lub dyskowatego.

## Systematyka
Rodzaj z podplemienia Withaninae z plemienia Physaleae z podrodziny Solanoideae z rodziny psiankowatych (Solanaceae). W niektórych ujęciach bywa tu włączana Mellissia begoniifolia (jako W. begoniifolia) – endemit Wyspy Świętej Heleny, wyodrębniana w monotypowy rodzaj.
Wykaz gatunków
- Withania adpressa Coss. ex Batt.
- Withania adunensis Vierh.
- Withania aristata (Aiton) Pauquy
- Withania chamaesarachoides (Makino) Hunz.
- Withania coagulans (Stocks) Dunal
- Withania echinata (Yatabe) Hunz.
- Withania frutescens (L.) Pauquy
- Withania grisea (Hepper & Boulos) Thulin
- Withania heterophylla (Hemsl.) Hunz.
- Withania japonica (Franch. & Sav.) Hunz.
- Withania kweichouensis (Kuang & A.M.Lu) Hunz.
- Withania qaraitica A.G.Mill. & Biagi
- Withania reichenbachii (Vatke) Bitter
- Withania riebeckii Schweinf. ex Balf.f.
- Withania sinensis (Hemsl.) Hunz.
- Withania sinica (Kuang & A.M.Lu) Hunz.
- Withania somnifera (L.) Dunal – witania ospała
- Withania sphaerocarpa Hepper & Boulos
- Withania yunnanensis (Kuang & A.M.Lu) Hunz.